# FC Spartaki Tiflis
Der FC Spartaki Tbilissi (georgisch სკ სპარტაკი თბილისი) ist ein georgischer Fußballverein aus Tiflis und spielt in der zweithöchsten Spielklasse Georgiens, der zweiten georgischen Liga. Die Klubfarben sind rot-weiß.

## Allgemeines
Der Verein wurde 2004 aus den beiden Vereinen Spartak Tiflis und Spartak Lasika Sugdidi gegründet. Spartaki wurde aus diversen Vereinen der georgischen Hauptstadt Tiflis zusammengefügt, weshalb der Verein 2005 in der höchsten Spielklasse Georgiens starten durfte. Er blieb jedoch ohne Erfolg und stieg prompt ab. Seit 2006 versucht man wieder in die höchste Spielklasse Georgiens zu gelangen. Die Heimstätte des Vereins ist das Schewardeni-Stadion mit einem Fassungsvermögen von 4.000 Zusehern.

## Ehemalige Spieler
- Swiad Sturua, georgischer Nationalspieler